# Pardosa tschekiangiensis
Pardosa tschekiangiensis este o specie de păianjeni din genul Pardosa, familia Lycosidae, descrisă de Schenkel, 1963. Conform Catalogue of Life specia Pardosa tschekiangiensis nu are subspecii cunoscute.